# Nagyothallás
Nagyothallónak tekinthetők azon személyek, akiknek halláskárosodásuk  mértéke mindkét fülön 30-90 dB között van. A nagyothallók hallókészülékek segítségével többé-kevésbé megértik a hangzó beszédet, és ők maguk is érthetően beszélnek. Néha előfordul, hogy hangjukon és kiejtésükön érezhető a halláscsökkenés és a kontroll hiánya. Mivel a hangzó kommunikáció elérhető számukra, a jelnyelvet nem használják, gyakran nem is ismerik. Gyenge beszédkészség esetében előfordulhat az elszigetelődés is, így sem a siketek, sem a nagyothallók világában nem érzik jól magukat. A jól jelelő és érthetően beszélő nagyothallók ezzel szemben szabadon dönthetnek, hogy melyik közösség tagjai lesznek. Vannak olyan nagyothallók, akik tudatosan vállalják a „híd”, az összekötő szerepét a két közösség között.
A nagyothallás a beszéden is érződik, különösen prelingvális nagyothallás esetén. A hozzáértők sokszor már a beszéd alapján képesek megbecsülni a halláskárosodás típusát és mértékét. A gyerekek nyelvi készségei gyakran rosszabbak, mint ahogy azt koruk alapján várni lehet, ezért fejlesztésre szorulnak.
A statisztikák szerint a 65-70 éves korosztály 25 százaléka, a 70 év felettiek 35-40 százaléka szenved különböző mértékű halláskárosodástól. Legtöbbjük szégyelli állapotát, és hallásának romlásával egyre zárkózottabbá válik.
A halláskárosodás fő típusai a vezetéses és az idegi eredetű nagyothallás. Okai lehetnek örökletes, veleszületett rendellenességek éppúgy, mint szerzett betegségek (gyulladás, zajártalom). 
A vezetéses és az idegi típusú nagyothallás műtéttel is javítható, és
a hagyományos hallókészülékeken kívül léteznek még 
más eszközök is. Ezeket egyenesen a belső fülbe ültetik.
A siketekkel szemben informális közegben szokták magukat süketnek nevezni.